# Celaenia hectori
Celaenia hectori är en spindelart som först beskrevs av O. Pickard-Cambridge 1879.  Celaenia hectori ingår i släktet Celaenia och familjen hjulspindlar. Inga underarter finns listade i Catalogue of Life.